# Keudellsches Schloss

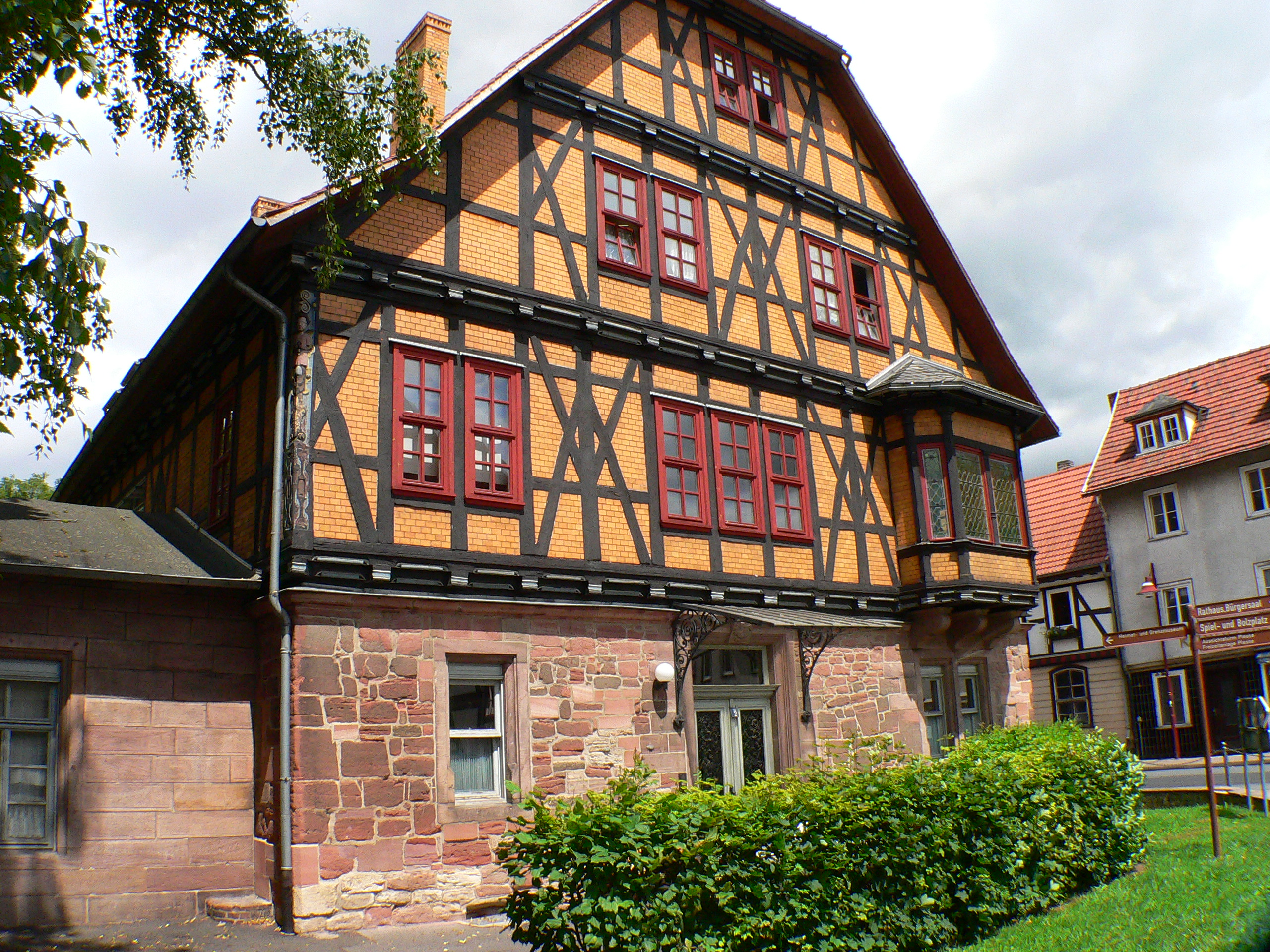
Das Keudellsche Schloss

Das Keudellsche Schloss, auch Keudelisches Haus genannt, ist ein ehemaliges Schloss in der nordhessischen Stadt Wanfried im Werra-Meißner-Kreis.

## Geschichte

### Der Vorgängerbau
Das etwa 20 × 17 m große Gebäude (Marktstraße 2, Ecke Martinsgasse) am Nordende des alten Ortskerns, eher ein herrschaftliches Haus als ein Schloss, ist benannt nach der Adelsfamilie von Keudell, die erstmals im Jahre 1227 erwähnt wird, aber vermutlich schon im 12. Jahrhundert im Werratal ansässig war und zuletzt ihren Hauptsitz in Schwebda hatte. Sie waren jedoch nicht die Erbauer des bereits um das Jahr 1000 an dieser Stelle errichteten befestigten Hauses, das 1334 als „castrum Wenefrydin“ zum ersten Mal urkundlich erwähnt ist und zu diesem Zeitpunkt im Besitz der Familie Preus (oder Preuse, Preusen) war, einem in Wanfried alteingesessenen und angesehenen Adelsgeschlecht. Neben ihrem Burgsitz auf der Vorgängerburg des heutigen Schlosses besaßen die Preus auch ein adelig-freies Vorwerk am Untertor, wo sie wohnten. Im Jahre 1409 kam dieses Vorwerk mit den dazugehörigen Wirtschaftsgebäuden durch Kauf von Eckard Preus an die Keudell. Es wurde damit zum Stammsitz der Wanfrieder Nebenlinie der Keudells und wird seitdem das Keudelische Haus oder Keudelschloss genannt.
Nach der Erhebung Wanfrieds zur Stadt durch Landgraf Moritz im Jahre 1608 wurde der Bau in den Jahren 1609–1619 festungsartig verstärkt. Dennoch wurde er, wie auch das Schloss und 182 weitere Häuser in der kleinen Stadt, im Dreißigjährigen Krieg am 25. Juni 1626 von Tilly’schen Truppen niedergebrannt. Nur ein schmaler, in länglicher Richtung zur Marktstraße führender Rundbogenkeller blieb erhalten.

### Das heutige Haus
Erst nach dem Ende des Kriegs wurde auf den Kellermauern ein neues stattliches Herrenhaus errichtet, mit massivem Erdgeschoss aus rotem Sandstein, einem Fachwerkobergeschoss und zwei Dachgeschossen in Rähmbauweise, letztere unter einem Krüppelwalmdach. Ein Erker an der Südseite des Obergeschosses und zwei fast bis zum Dachfirst reichende Zwerchhäuser an der Ostseite, ebenfalls mit Krüppelwalmdächern, gaben dem Haus ein unverwechselbares Aussehen.
Spätestens im Jahre 1765 war das Haus in den Besitz der wohlhabenden Handelsfamilie Uckermann übergegangen, die gegen Ende des Dreißigjährigen Kriegs nach Wanfried gekommen war und sich um 1660/70 an der Marktstraße einen ungewöhnlich großen und repräsentativen Handelshof (das heutige Rathaus der Stadt) gebaut hatte.
In der Nacht vom 6. zum 7. April 1878 wurden durch einen Brand sämtliche Wirtschaftsgebäude zerstört. Das Haupthaus des Keudellschen Schlosses und die angrenzende Uraltschule konnten durch einen Einsatz der Feuerwehr gerettet werden.
Am 15. November 1881 erwarb Karl Xaver von Scharfenberg das Keudellsche Schloss mit den zugehörigen, auf der Wanfrieder Werraseite liegenden Ländereien von Freiherr Otto Carl Emil von und zu Gilsa (* Mai 1835 in Winkel, † 27. März 1895 in Völkershausen).
Bei der bald darauf folgenden Renovierung erhielten die Fachwerkstockwerke eine Fassadenverblendung aus Greppiner Klinker zwischen das Fachwerk, was dem Bau sein auffälliges Erscheinungsbild gibt. Die abgebrannten Wirtschaftsgebäude wurden nicht wieder aufgebaut.
Im Jahre 1888 zog Carl Xaver von Scharfenberg mit seiner Familie auf das Gut Kalkhof etwa 1,5 km östlich von Wanfried. Das Keudellsche Schloss wurde zunächst Privatschule, nach dem Ersten Weltkrieg Privatschule und Landschulheim und schließlich, von der Stadt angemietet, bis 1960 städtische Mittelschule. Nachdem ein Schulneubau erfolgt war, kaufte die Stadt 1960 das Gebäude und ließ es innen umbauen: es entstanden die Stadtbücherei, ein Leseraum, das Büro des Verkehrsvereins und Wohnungen.

## Heutige Nutzung
20 Jahre später erfolgte ein erneuter Nutzungswechsel: Am 7. November 1981 zog das Wanfrieder Heimatmuseum, das seit seiner Gründung 1924 im Rathaus untergebracht war, ins Keudellsche Schloss ein. Es vermittelt Einblicke in die Stadtgeschichte, die Siedlungsgeschichte der Region und die Weser-Werra-Schifffahrt. Auch zeigt es eine alte Bauernstube mit traditioneller Garderobe und Bauernmalerei, Bildwebereien, Werrakeramik und eine geologische Abteilung mit charakteristischen Gesteinen der Werralandschaft.
Seit 1992 besteht im Keudellschen Schloss außerdem das Dokumentationszentrum zur deutschen Nachkriegsgeschichte, das mit einer Bibliothek von mehr als 3000 Publikationen, einem Archiv und Videofilmen über die Situation an der früheren innerdeutschen Grenze informiert. Insbesondere widmet es sich der Situation in der ehemaligen DDR, aber auch der Zeit nach der Grenzöffnung. Ein Modell des Dorfes Großburschla und weitere Exponate verdeutlichen die ehemaligen Grenzsicherungsanlagen. Mit Text-, Foto- und Filmmaterial wird außerdem das „Wanfrieder Abkommen“ vom 17. September 1945 ausführlich behandelt.
2016 wurde ein Teil des Hauses Flüchtlingsunterkunft.
Anfang 2019 verkaufte die Stadt Wanfried das Gebäude an einen Privatmann, der es zum Seminar- und Gästehaus umbauen will. Das Heimatmuseum und das Dokumentationszentrum zogen als letzte der bisherigen Nutzer im Februar 2020 aus; die Flüchtlingsunterkunft im 2. Obergeschoss war bereits im Spätsommer 2019 geräumt worden.